# الصيرة (الكوبة)

تعديل مصدري - تعديل

الصيرة محلة تابعة لقرية الكوبة، التابعة لعزلة مقنع الاعلى بمديرية النادرة إحدى مديريات محافظة إب في الجمهورية اليمنية، بلغ تعداد سكانها 96 حسب تعداد اليمن لعام 2004.